# Jason Ballantine
Jason Ballantine (* 1970) ist ein australischer Filmeditor.

## Leben
Ballantine begann seine Tätigkeit im Filmgeschäft zunächst als Schnittassistent im Jahr 1994. Als solcher war er an Produktionen wie Ein Schweinchen namens Babe (1995) und  Hearts in Atlantis (2001) beteiligt. Ab 1998 ist er auch als eigenständiger Editor aktiv, zunächst bei Fernseh- und Kurzfilmproduktionen. Sein erster Langfilm war Wolf Creek aus dem Jahr 2005, für den er auch im gleichen Jahr für einen AFI Award nominiert war.
2013 wurde er bei den Film Critics Circle of Australia Awards ausgezeichnet, 2014 folgte seine zweite Auszeichnung. Die Australian Screen Editors nominierten ihn bisher vier Mal für eine Auszeichnung. Bei den AACTA Awards 2014 erhuelt er ebenfalls einen Preis.

## Filmografie (Auswahl)
- 2006: Wolf Creek
- 2006: The Bet
- 2007: Rogue – Im falschen Revier (Rogue)
- 2008: Prom Night
- 2010: Needle – Deinem Schicksal entkommst du nicht (Needle)
- 2012: Wish You Were Here
- 2013: Der große Gatsby (The Great Gatsby)
- 2015: Kein Ort ohne Dich (The Longest Ride)
- 2015: Love Is a Four-Letter Word (Fernsehfilm)
- 2016: Spectral
- 2017: Es (It)
- 2918: How It Ends
- 2019: Es Kapitel 2 (It Chapter Two)
- 2021: The Guilty
- 2021: The King’s Man: The Beginning (The King’s Man)
- 2023: The Flash
- 2025: From the World of John Wick: Ballerina